# Claudia Schindler
Claudia Schindler (* 30. Oktober 1967 in Dülmen) ist eine deutsche Altphilologin.

## Leben
Claudia Schindler studierte ab 1986 Klassische Philologie und Archäologie an den Universitäten Münster und München. Nach dem Ersten Staatsexamen in Münster (1992) arbeitete sie dort ein Jahr lang als wissenschaftliche Hilfskraft. Nach mehreren Forschungsaufenthalten wurde sie 1998 in Münster bei Wolfgang Hübner mit der Dissertation Untersuchungen zu den Gleichnissen im römischen Lehrgedicht promoviert. Im gleichen Jahr ging sie als Wissenschaftliche Assistentin an das Philologische Seminar in Tübingen. Von 2003 bis 2004 war sie als Lise-Meitner-Stipendiatin des Österreichischen Wissenschaftsfonds Forschungsassistentin an der Universität Salzburg.
Nach ihrer Habilitation in Tübingen (2006) war sie ein Jahr lang wissenschaftliche Mitarbeiterin am DFG-Projekt Humanistische Cicero-Vorlesungen an der Universität Leipzig um 1515 und absolvierte 2008/2009 ihr Referendariat am Tübinger Uhland-Gymnasium. Im Februar 2009 wurde sie auf den Lehrstuhl für Latinistik an der Universität Hamburg berufen, den sie bereits 2007 vertreten hatte.
Schindler beschäftigt sich mit der griechisch-römischen Lehrdichtung, dem römischen Drama, der spätantiken Panegyrik und der neulateinischen Dichtung. Ihre Habilitationsschrift erschien 2009 unter dem Titel Per carmina laudes: Untersuchungen zur spätantiken Verspanegyrik von Claudian bis Coripp.
Seit 2020 ist sie Mitherausgeberin der Zeitschrift Hermes.

## Veröffentlichungen (Auswahl)
- Untersuchungen zu den Gleichnissen im römischen Lehrgedicht. Lucrez, Vergil, Manilius (= Hypomnemata, Bd. 129). Vandenhoeck & Ruprecht, Göttingen 2000, ISBN 3-525-25226-9 (= Dissertation Universität Münster).
- Per carmina laudes. Untersuchungen zur spätantiken Verspanegyrik von Claudian bis Coripp (= Beiträge zur Altertumskunde, Bd. 253). de Gruyter, Berlin 2009, ISBN 978-3-11-020127-7 (= Habilitationsschrift Universität Tübingen).
- Lucretius. Brill, Leiden/Boston 2023, ISBN 978-90-04-53903-7.